# La Méditerranéenne
La Méditerranéenne was een meerdaagse wielerwedstrijd in Frankrijk. De koers maakte deel uit van de UCI Europe Tour en is door de UCI geclassificeerd in de categorie 2.1. De koers vond plaats na de Ster van Bessèges en was zodoende de tweede Franse wielerwedstrijd van het seizoen.
De wedstrijd was een voortzetting van de Ronde van de Middellandse Zee, die in 2015 niet doorging vanwege onbetaalde premies in de voorgaande editie.
De eerste editie kende twee etappes die het peloton buiten de Franse grenzen voerde: één etappe in Spanje en één met finish in Italië. Vanwege een tekort aan motoren van de Franse politie kon de tweede editie noodgedwongen niet door gaan.

## Lijst van winnaars
2005 · 
2006 · 
2007 · 
2008 · 
2009 · 
2010 · 
2011 · 
2012 · 
2013 · 
2014 · 
2015 · 
2016 · 
2017 ·
2018 ·
2019 ·
2020 ·
2021 ·
2022 ·
2023 ·
2024 ·
2025
Belangrijkste etappewedstrijden

Internationaal Wegcriterium · Driedaagse Brugge-De Panne · Ronde van de Alpen · Vierdaagse van Duinkerke · Ronde van Beieren · Ronde van Noorwegen · Ronde van België · Ronde van Luxemburg · Ronde van Oostenrijk · Ronde van Wallonië · Ronde van Burgos · Ronde van Denemarken · Arctic Race of Norway · Ronde van Groot-Brittannië
Belangrijkste eendaagse wedstrijden

Trofeo Laigueglia · GP Lugano · GP Nobili Rubinetterie · Dwars door Vlaanderen · Scheldeprijs · Brabantse Pijl · GP Kanton Aargau · Brussels Cycling Classic · GP Fourmies · Primus Classic Impanis-Van Petegem · Ronde van de Drie Valleien · Milaan-Turijn · Ronde van Piemonte · Ronde van het Münsterland · Ronde van Emilia · Parijs-Tours · GP Bruno Beghelli